# Silleda
Silleda – gmina w Hiszpanii, w prowincji Pontevedra, w Galicji, o powierzchni 167,96 km². W 2011 roku gmina liczyła 9074 mieszkańców.